# Carlos Garcia (president)
Carlos P. Garcia (Talibon, 4 november 1896 - Quezon City 14 juni 1971) was de 8e Filipijnse president van 1957 tot 1961. Zijn regeerperiode staat bekend om het feit dat het de eerste keer was dat de belangen van de Filipino's boven die van buitenlanders of die van de regerende partij werden gesteld.

## Biografie
Carlos Garcia werd geboren op 8 november 1896 in Talibon, een gemeente in de Filipijnse provincie Bohol. Zijn ouders waren Policarpio Garcia en Ambrosia Polistico, beiden afkomstig uit Bangued in de provincie Abra. Policarpio Garcia was vier opeenvolgende termijnen burgemeester van Talibon. Na het voltooien van de lagere school in zijn geboorteplaats en de Cebu Provincial High School studeerde Carlos enige tijd aan de Sulliman University in Dumaguete. Later ging hij rechten studeren de Philippine Law School in de Filipijns hoofdstad Manilla. Daar behaalde hij in 1923 zijn bachelor-diploma rechten. Hetzelfde jaar slaagde hij als een van de tien besten van zijn jaar voor het toelatingsexamen (bar exam) van de Filipijnse balie. Na zijn afstuderen was hij twee jaar werkzaam als docent aan de Bohol Provincial High School.
Garcia's politieke carrière begon in 1925 toen hij bij de verkiezingen van het jaar namens het 1e kiesdistrict van Bohol werd gekozen in het Filipijns Huis van Afgevaardigden. Drie jaar later werd hij herkozen voor een tweede termijn. Bij de verkiezingen van 1931 stelde Garcia zich met succes kandidaat voor de post van gouverneur van Bohol. In 1934 en in 1937 werd herkozen, waarvoor zijn termijn als gouverneur eind 1940 eindigde. Bij de verkiezingen van eind 1941 stelde hij zich voor het eerst verkiesbaar bij landelijke verkiezingen. Garcia won namens Eastern Visayas een zetel in de Filipijnse Senaat. Kort na de verkiezingen viel het Japanse leger de Filipijnen echter binnen, waardoor de leden van het nieuw gekozen Congres niet aan hun termijn zouden beginnen.
Tijdens de Japanse bezetting van de Filipijnen sloot hij zich aan bij de guerrilla-beweging op Bohol. Later was hij adviseur van het nieuwe provinciale bestuur. Bij de verkiezingen van 1947 won Garcia opnieuw een zetel in de Senaat. Na afloop van zijn termijn deed hij in 1953 mee als running mate van Ramon Magsaysay mee aan de verkiezingen voor het vicepresidentschap. Zowel Magsaysay als Garcia wonnen de verkiezingen. President Magaysay benoemde Garcia daarop tevens tot minister van buitenlandse zaken. Op 17 maart 1957 kwam Magsaysay onverwacht om het leven bij een vliegongeluk op Cebu. Garcia, die op dat moment een SEATO-conferentie in het Australische Canberra bijwoonde, werd daarop een dag later ingezworen als de nieuwe president van de Filipijnen. Bij de presidentiële verkiezingen enkele maanden later werd Garcia herkozen.
In zijn periode als president maakte hij zich populair met zijn "Filipino First"-beleid. Een schandaal ten tijde van de presidentiële verkiezingen van 1961 deed zijn populariteit echter geen goed. Garcia verloor de verkiezingen van uitdager Diosdado Macapagal. Na de verkiezingen trok Garcia zich terug uit de Filipijnse politiek en woonde hij tot 1971 in zijn geboorteprovincie Bohol. In 1971 werd Garcia namens Bohol gekozen als afgevaardigde op de Constitutionele Conventie. Op 11 juni 1971 werd Garcia gekozen tot president van de Conventie, met Diosdado Macapagal als vicepresident.
Drie dagen na zijn verkiezingen tot president van de conventie overleed Garcia echter op 74-jarige leeftijd in Quezon City aan de gevolgen van hartaanval. Garcia was getrouwd met Leonila Dimataga en kreeg met haar een dochter Linda. Garcia werd als eerste niet-geestelijke ooit opgebaard in de Kathedraal van Manilla en ligt begraven op het Libingan ng mga Bayani (begraafplaats voor helden) in Taguig.